# جامعة غدانسك
جامعة غدانسك ((بالبولندية: Uniwersytet Gdański)‏) هي جامعة بحثية عامة تقع في غدانسك، بولندا. وتعد مركزا هاما لدراسات اللغة الكاشوبية.

## التاريخ
تأسست جامعة غدانسك في عام 1970 بواسطة اتحاد بين المدرسة العليا للاقتصاد في سوبوت (موجودة منذ عام 1945) وكلية التربية غدانسك (التي تشكلت في عام 1946). في الوقت الحاضر، جامعة غدانسك هي أكبر مؤسسة للتعليم العالي في بولندا المنطقة الشمالية من بوميرانيا.

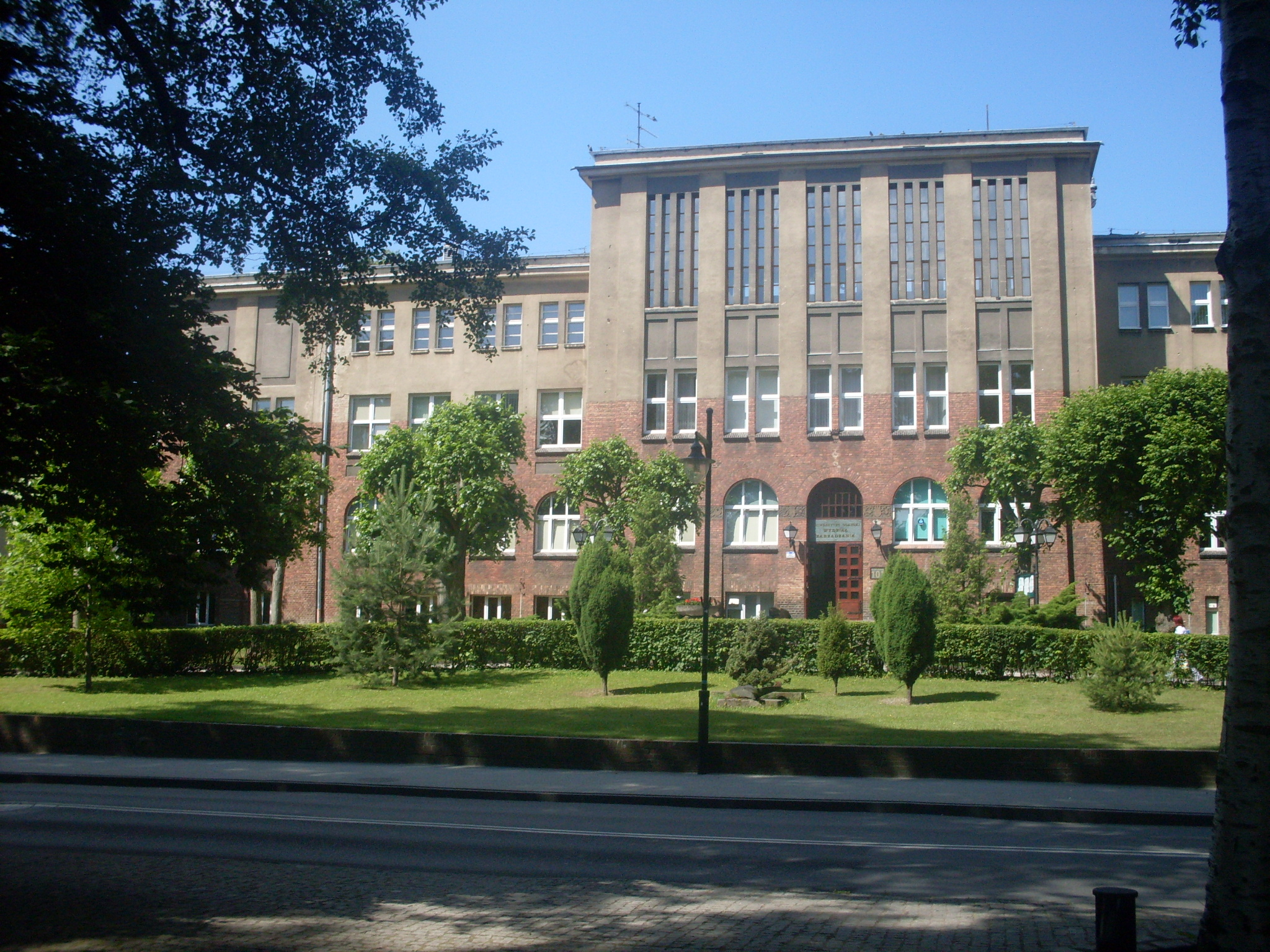
كلية الإدارة في جامعة غدانسك

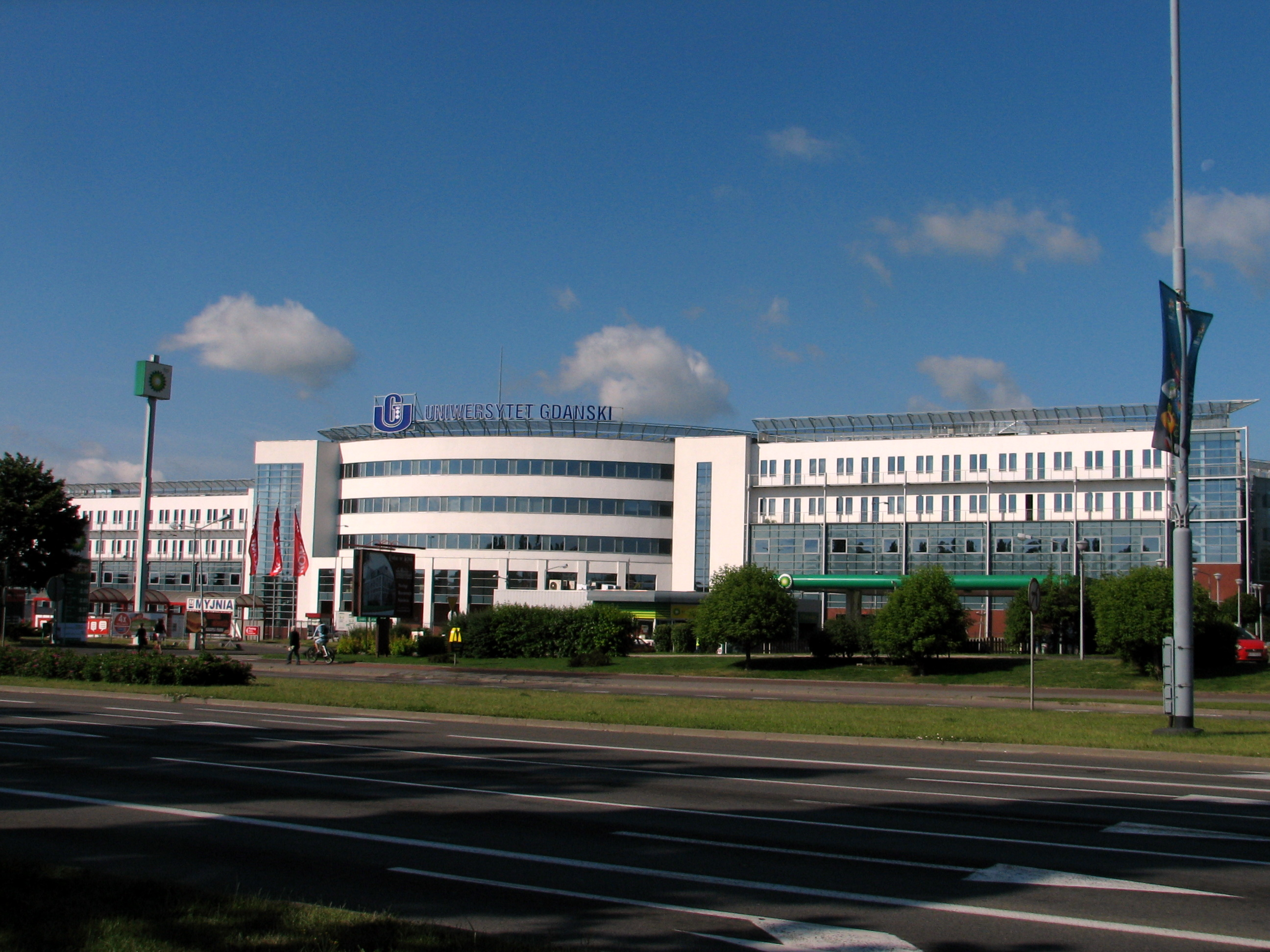
كلية العلوم الاجتماعية

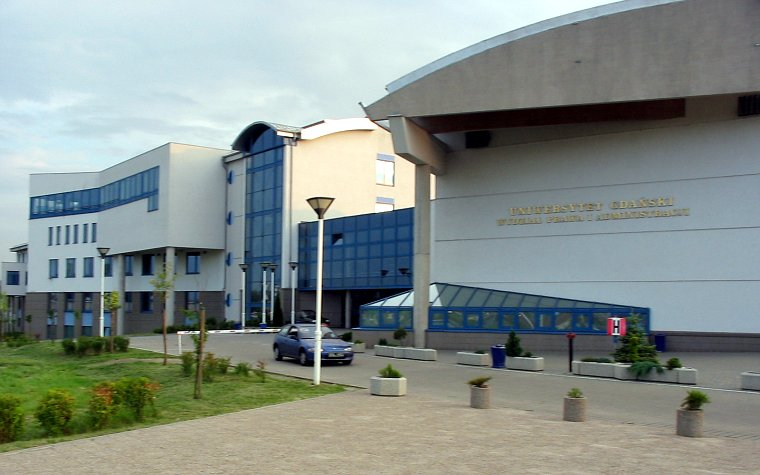
كلية الحقوق والإدارة

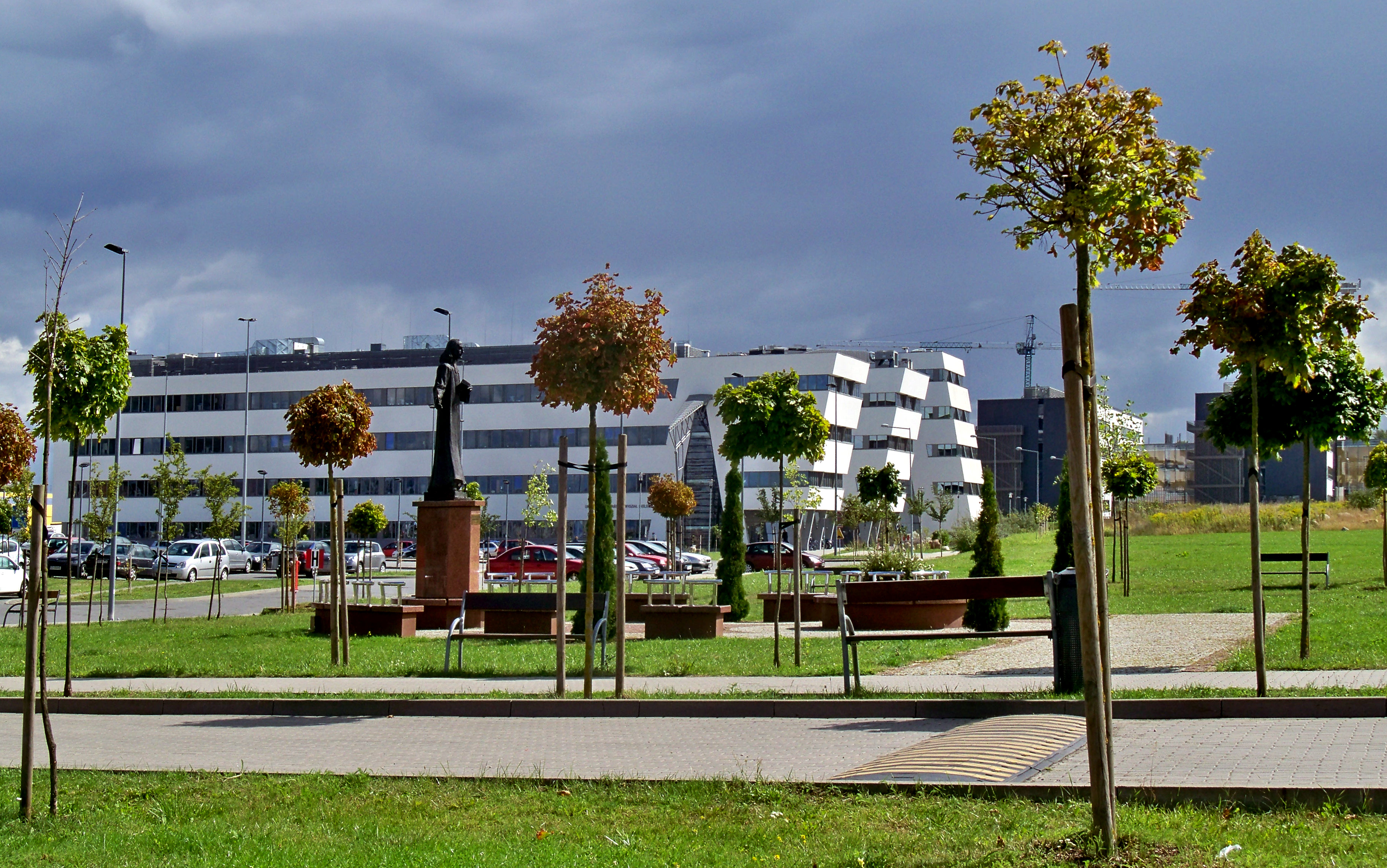
كلية علم الأحياء

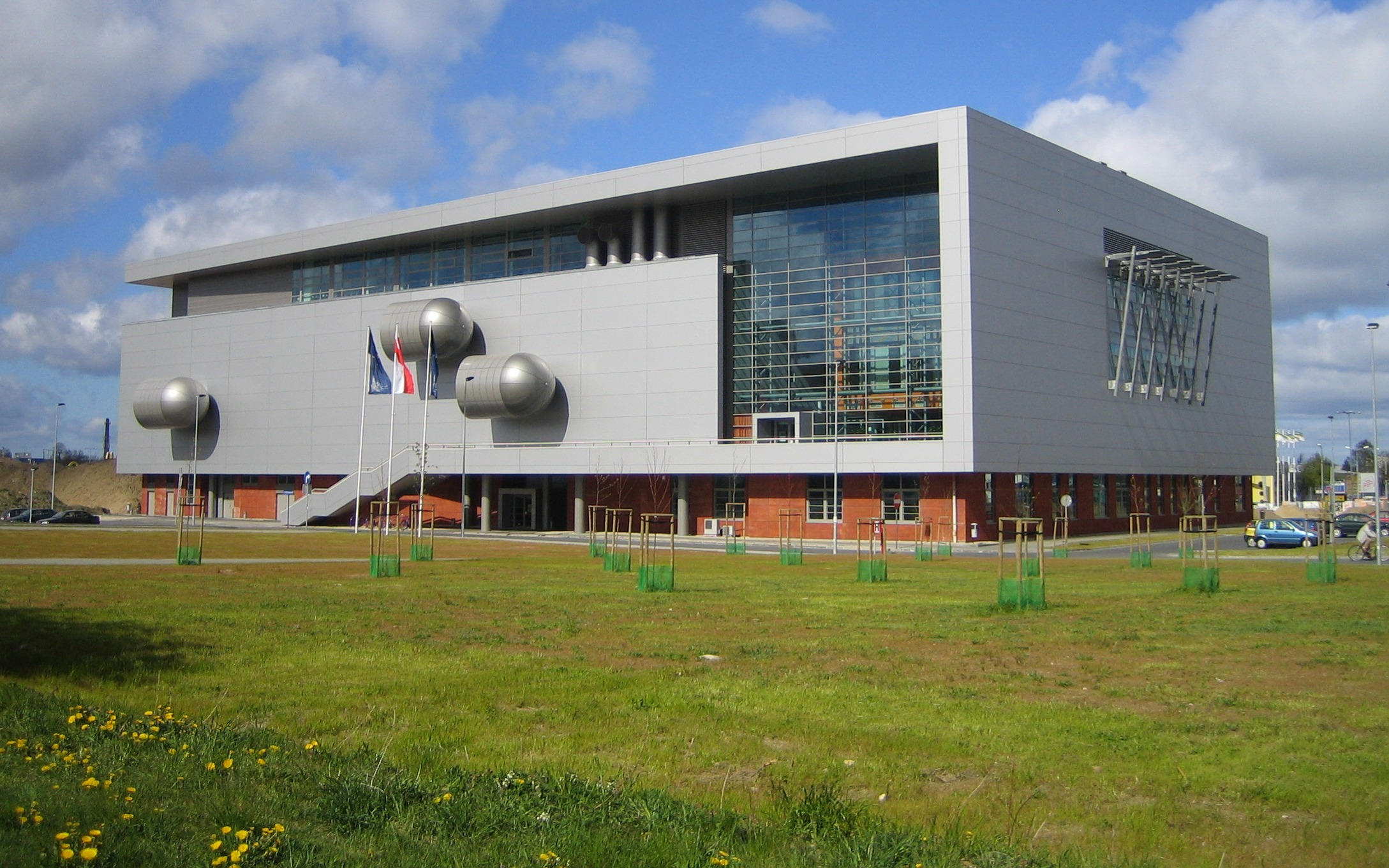
مكتبة الجامعة